# 勒桑
勒桑（法語：Le Saint，法語發音：[lə sɛ̃]）是法国莫尔比昂省的一个市镇，属于蓬蒂维区。

## 地理
勒桑（48°5'22"N, 3°33'44"W）面积31.03 平方千米，位于法国布列塔尼大區莫尔比昂省，该省份为法国西北部沿海省份，位于布列塔尼半岛南部，北起阿摩尔滨海省、西接菲尼斯泰尔省，南濒大西洋，东南接大西洋卢瓦尔省，东临伊勒-维莱讷省。
与勒桑接壤的市镇（或旧市镇、城区）包括：古兰、朗戈内、勒法韦特、吉斯克里夫。
勒桑的时区为UTC+01:00、UTC+02:00（夏令时）。

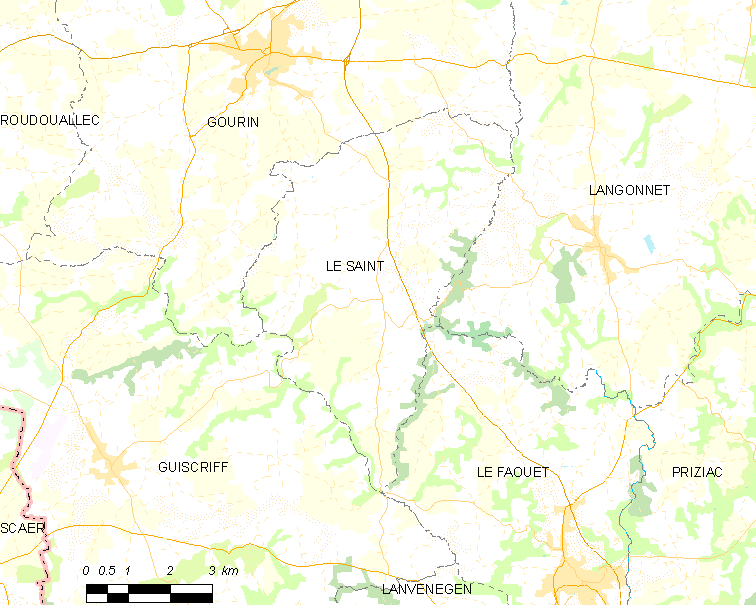
勒桑的OSM定位图

## 行政
勒桑的邮政编码为56110，INSEE市镇编码为56201。

## 政治
勒桑所属的省级选区为古兰县。

## 人口

1962-2008年间勒桑人口变化图示

勒桑于2022年1月1日时的人口数量为611人。